# Великий відступ (1915)
Не варто плутати з Великим відступом франко-британських військ на Західному фронті у 1914 році
Великий відступ (27 червня — 14 вересня 1915) — стратегічний відступ і евакуація російської імперської армії на Східному фронті Першої світової війни у 1915 році, який відбувся у наслідок Горлицького прориву німецького та австро-угорського війська. Завдавши нищівної поразки росіянам, німці та австро-угорці просунулися вглиб території Російської імперії на кілька сотень кілометрів. Хоча сам відступ був проведений відносно організовано, він став серйозним ударом по моральному духу російської армії.

## Зміст
Після поразки в Галичині, завданої російській імператорській армії, фактичний керівник німецькими військами на Східному фронті генерал від інфантерії Е. фон Фалькенгайн запропонував подальший розвитку кампанії 1915 року. Літом цього року, Центральні держави кардинально змінили співвідношення сил на Східному фронті на свою користь. Німецьке командування сформувало 4 нові німецькі армії: 11-ту, 12-ту, Неманську та Бузьку, тому на початок масштабного наступу 13-ти арміям Четверного союзу протистояли 9 армій російських військ.
Ставка Верховного Головнокомандувача вирішила почати стратегічний відступ для того, щоб виграти час, необхідний для масивного нарощування військової промисловості та поповнення резервів.
Це призвело до повного краху фронту, північний фланг багатокілометрового фронту російських військ змушений був відступати на південь з Пруссії. У другій половині вересня 1915 майже вся російська армія поздовж усього Східного фронту розпочала відступ на схід. Російські війська були повністю витіснені з Галичини та Польщі. На Волині австрійські війська використовували дирижаблі та бомбардували залізниці поблизу Ковелі та Рівного. Російські підрозділи відступали по всій лінії фронту та зазнавали значних втрат.
У цей переломний момент у Першій світовій війні, російська армія, билася за виживання, і не розглядалася німецько-австрійським керівництвом, як загроза на Східному фронті. У свою чергу, німецькі війська, що звільнилися були передислоковані на Західний фронт.
Водночас, російській армії вдалося уникнути оточення і восени 1915 року, після проведення серії контрнаступів та контрударів, російсько-німецький фронт стабілізувався на лінії Рига-Єкабпілс-Даугавпілс-Двінськ-Барановичі-Пінськ-Дубно-Тарнополь-Чернівці.

## Біженство

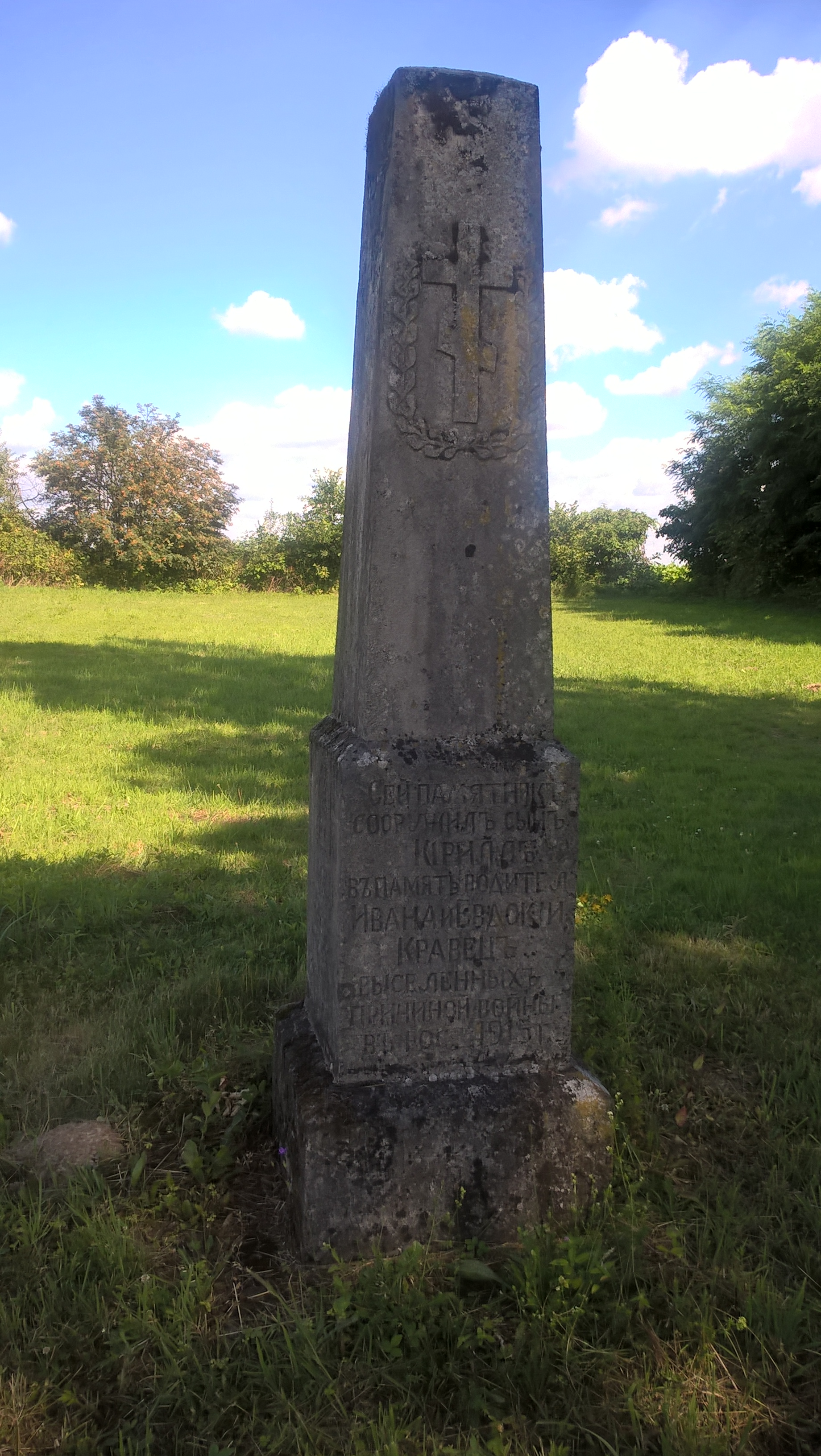
Пам'ятний знак на символічній могилі Євдокії та Івана Кравців, «виселених до Росії в 1915» і там померлих. Новий православний цвинтар у Бабичах.

Біженство (біл. Бежанства, рос. Беженство) під час Першої світової війни — масова евакуація православного населення західних губерній Російської імперії вглиб Росії, що відбулася після прориву фронту німецькими військами з 3 травня по вересень 1915 року..
Внаслідок військових невдач російської армії та швидкої офензиви німецьких військ після битви під Горлицями влада Російської імперії почала закликати цивільних до негайної евакуації вглиб Росії. Людей залякували страшними вбивствами, грабунками та іншими жорстокими репресіями, яких начебто мали заподіяти німці місцевому православному населенню. Поширенню таких повідомлень могли сприяти деякі реальні події, такі як військові злочини в Бельгії (спалення Левена, екзекуції в Дінані), зруйнування Каліша та інциденти в Ченстохові на початку Першої світової. В такий спосіб російська армія застосовувала тактику спаленої землі.
Також було евакуйовано держслужбовців, працівників багатьох промислових закладів, залізничників тощо.
Під валивом агітації рідні землі покинуло від 2 до 3 млн людей. Землі на схід від Білостоку покинуло навіть до 80 % мешканців. Хаотичний втеча в Росію, що тривала кілька місяців, забрала багато життів. Втеча відбулася в спеку, бракувало їжі чи навіть води. При дорогах лишалися могили загиблих, а деякі тіла не було поховано. Умови були сприятливими для епідемічних спалахів і призвели до масової загибелі дітей.
Одним із наслідків біженства була евакуації Варшавського імператорського університету до Ростова-на-Дону, на його основі було утворено Південний федеральний університет.

### Групи біженців
Серед біженців переважали жінки та діти. Діти становили близько 41–48 % усіх біженців. За оцінками істориків, близько 1/3 біженців не вижили.
Абсолютну більшість біженців становили білоруси та українці (русини):
- білоруси та українці (русини) — 67,5 %
- поляки — 13,2 %
- євреї — 6,4 %
- латиші — 4,9 %
- інші (переважно вірмени, литовці та естонці) — 8 %.

Біженців розселяли в різних регіонах аж до китайського кордону. Частина з них повернулася в 1918—1921 роках.